# Гававенчелло
Гававенчелло (угор. Gávavencsellő) — селище (надькьожег) в медьє Саболч-Сатмар-Береґ в Угорщині.

## Історія
Селище утворився в результаті об'єднання двох населених пунктів — Гава і Венчелло в 1971 році. Гава вперше згадується в 1304 році, Венчелло — в 1407 році.

## Населення
Селище займає площу 66,83 км ², там проживає 3537 жителів (за даними 2010 року). За даними 2001 року, 97 % жителів селища — угорці, 3 % — цигани

## Розташування
Селище розташоване приблизно в 25 км на північ від міста Ньїредьгаза. У селищі є залізнична станція. Північніше селища протікає річка Тиса.

## Пам'ятки
- Садиба в стилі бароко XVIII століття.
- Католицька церква 1834.